# Recoil
Recoil är det soloprojekt Alan Wilder startade redan under sina år som medlem i Depeche Mode. 
Musiken är relativt okonventionell och har i recensioner beskrivits som bland annat "tonsatt poesi" och "filmmusik till icke existerande filmer". Wilder har till sina skivor använt sig av Collaborates, det vill säga olika partners som bidragit med texter och sång. Bland dessa kan Moby, Douglas McCarthy, Diamanda Galás och Nicole Blackman nämnas. 

## Diskografi
Album
- 1+2, 1986 (EP, vinyl enbart)
- Hydrology 1+2, 1988
- Bloodline, 1992
- Unsound Methods, 1997
- Liquid, 2000
- SubHuman, 2007
- Selected, 2010 (samlingsalbum)

DVD
- A Strange Hour In Budapest (Live DVD), 2012